# 殷希彭
殷希彭（1900年—1974年12月5日），原名同寿，字希彭，河北省安国县小营村人。中国人民解放军开国少将。医学博士。

## 生平
出生于破落地主家庭。1920年考入河北大学医科就读，1927年毕业后被留校任外科助教。1928年，公费进入日本东京庆应大学医学部，在川上渐病理学研究室读研究生。1931年学位论文《关于摘除受肺结核影响的横膈膜神经治疗的实验病理学研究》获病理学博士学位后于8月回国，在河北省立医学院任病理学主任教授。著《病理学讲义》、《病理学实习手册》。
1938年10月1日受冀中军区卫生部部长张珍邀请参加八路军，任冀中军区卫生部卫生训练队教务长、后方医院医务长。1939年6月筹建晋察冀军区卫生部白求恩卫生学校任教务主任、副校长、校长。1942年7月7日由江一真和喻忠良介绍与柯棣华一起入党。1943年春，长子殷子刚在八路军前方一支游击队任政委时战斗牺牲。1947年秋，不满17岁的次子殷子毅在白校学习时在反扫荡中遭敌机轰炸阵亡。为不牵连亲人，父母和嫂子被迫分家另过，殷希彭的妻子携带幼子殷子烈逃离家乡，流落到博野、蠡县一带沿街乞讨度日。
1945年日本抗降后，白求恩卫生学校进驻张家口，殷希彭已任晋察冀军区卫生部部长兼白校校长，吸收张家口蒙疆中央医学院的医生、教师及其他卫生人员参军到白校工作。晋察冀军区决定白求恩医科学校与张家口医学院合并，命名为白求恩医科大学，殷希彭兼任校长，有20多名日籍教师、医生、护士到合校后的学校工作，其中有著名病理学教授稗田宪太郎。1948年任华北军区卫生部副部长兼华北人民政府卫生部部长、华北行政委员会委员。到1949年4月，直属军区卫生部领导的大型医院有5所，总共拥有1.21万张床位，加上野战部队配属医院及各二级军区医院，全区收治能力达4万余人。1954年5月第一军医大学从天津迁到长春合并了第三军医大学，出任第一军医大学校长。1955年，授予中国人民解放军少将。1958年第一军医大学集体转业移交吉林省后，殷希彭调到军事医学科学院任副院长负责科研工作，1963年2月任军事医学科学院院长。1966年3月任中国人民解放军总后勤部卫生部副部长等职。因胃癌扩散，脑弥漫转移逝世，聂荣臻出席了追悼会。

## 家人
- 长子殷子刚（1920-1943），1938年3月参加八路军，同年入党，曾任指导员、教导员、武工队政委，在山西一带活动，打击日寇，1943年3月在夜袭阳泉车站战斗牺牲。
- 次子殷子毅（1927-1943），1942年五一大扫荡后到白求恩卫生学校学习，1943年9月反“扫荡”遭日机轰炸阵亡，年仅17岁。
- 女儿殷珍（原名殷紫艾）：在家乡执教
- 幼子殷子烈：1950年从八一中学毕业后入清华大学，后从计算机科学与技术系毕业。退休后任晋察冀老区继承先烈遗志协会秘书长。